# Mike Braun
Michael K. Braun (ur. 24 marca 1954 w Jasper) – amerykański biznesmen i polityk, członek Partii Republikańskiej. Od 3 stycznia 2019 roku piastuje urząd senatora Stanów Zjednoczonych z Indiany.
Braun jest absolwentem Harvard Business School. Po zakończeniu edukacji wrócił do rodzinnego Jasper, gdzie rozpoczął działalność biznesową. Jego majątek szacowany był w 2018 roku na przynajmniej 35 milionów dolarów.
Karierę polityczną Braun rozpoczął od zasiadania od 2014 do 2017 roku w Izbie Reprezentantów stanu Indiana. W 2018 roku wystartował w wyborach do Senatu USA jako kandydat Partii Republikańskiej. W kampanii podkreślał swoje doświadczenie biznesowe i pozycję politycznego outsidera. W republikańskich prawyborach Braun niespodziewanie pokonał dwóch kongresmenów: Todda Rokitę i Luke’a Messera, zdobywając 41% głosów. W wyborach ogólnych jego przeciwnikiem był urzędujący senator Partii Demokratycznej Joe Donnelly. Wybory te były niezwykle istotne dla Partii Republikańskiej, gdyż Donnelly był jednym z nielicznych demokratów reprezentujących stan wyraźnie wygrany przez Donalda Trumpa w poprzednich wyborach prezydenckich. Ostatecznie, korzystając z poparcia Trumpa, Braun pokonał swojego rywala 51%–45%.